# باشگاه فوتبال جوبیلو ایواتا
جوبیلو ایواتا (به ژاپنی: ジュビロ磐田) یک باشگاه فوتبال در شهر ایواتا، استان شیزوئوکا در کشور ژاپن است که برای فصل ۲۰۲۴ قرار است در جی لیگ بازی کند.
این باشگاه در سه دوره متوالی(۱۹۹۹,۲۰۰۰,۲۰۰۱) حضور در فینال جام باشگاه‌های آسیا را تجربه کرده است و از این نظر در بین باشگاه های آسیایی رکورددار است. در دوره ۱۹۹۹ با شکست تیم استقلال تهران با نتیجه ۱-۲ در ورزشگاه آزادی تهران به مقام قهرمانی این مسابقات رسید. اما در دو دورهٔ بعدی این مسابقات به ترتیب با شکست برابر الهلال و سوون سامسونگ در فینال، به مقام نایب قهرمانی دست یافت.
این باشگاه در سال ۱۹۹۹ قهرمان سوپرجام آسیا شد.
جوبیلو ایواتا سابقهٔ سه قهرمانی و سه نایب قهرمانی در جی لیگ را نیز دارد. این تیم همچنین دو بار به مقام قهرمانی و سه بار به مقام نایب قهرمانی در جام جی‌لیگ رسیده‌است.
دیدار دو تیم جوبیلو ایواتا و شیمیزو اس-پالس، دربی شیزوئوکا تلقی می‌شود.
از مربیان مشهور این باشگاه می‌توان به فیلیپه اسکولاری اشاره کرد.
دونگا مربی برزیلی، از بازیکنان سابق این باشگاه بوده‌است. ماسامی ایهارا و لی کئون-هو از دیگر بازیکنان برجسته این باشگاه بوده‌اند. ستاره روی لوگو به ازای هر ۱ قهرمانی لیگ داخلی زده شده‌است.

## بازیکنان برجسته
- دونگا
- آدیلسون باتیستا
- آلساندرو آندراده دا آلیویرا
- جی بوتروید
- آورام پاپادوپولوس
- سالواتوره اسکیلاچی
- جرالد فاننبورگ
- روبرتو ترس
- دمیتری رادچنکو
- الکساندر ژیوکوویچ

## افتخارات
| جوبیلو ایواتا (دوران حرفه‌ای) - جی‌لیگ - قهرمان: ۱۹۹۷, ۱۹۹۹, ۲۰۰۲ - جام جی‌لیگ - قهرمان: ۱۹۹۸, ۲۰۱۰ - جام امپراتور - قهرمان: ۲۰۰۳ - سوپر جام - قهرمان: ۲۰۰۰, ۲۰۰۳, ۲۰۰۴ یاماها (دوران آماتور) - Japan Soccer League - قهرمان: ۱۹۸۷–۸۸ - جام امپراتور - قهرمان: ۱۹۸۲ - Japan Soccer League Division 2 - قهرمان: ۱۹۸۲ - Japanese Regional Football League Competition - قهرمان: ۱۹۷۷, ۱۹۷۸ |  | - لیگ قهرمانان آسیا - قهرمان: ۹۹–۱۹۹۸ - Suruga Bank Championship - قهرمان: ۲۰۱۱ |

## منابع

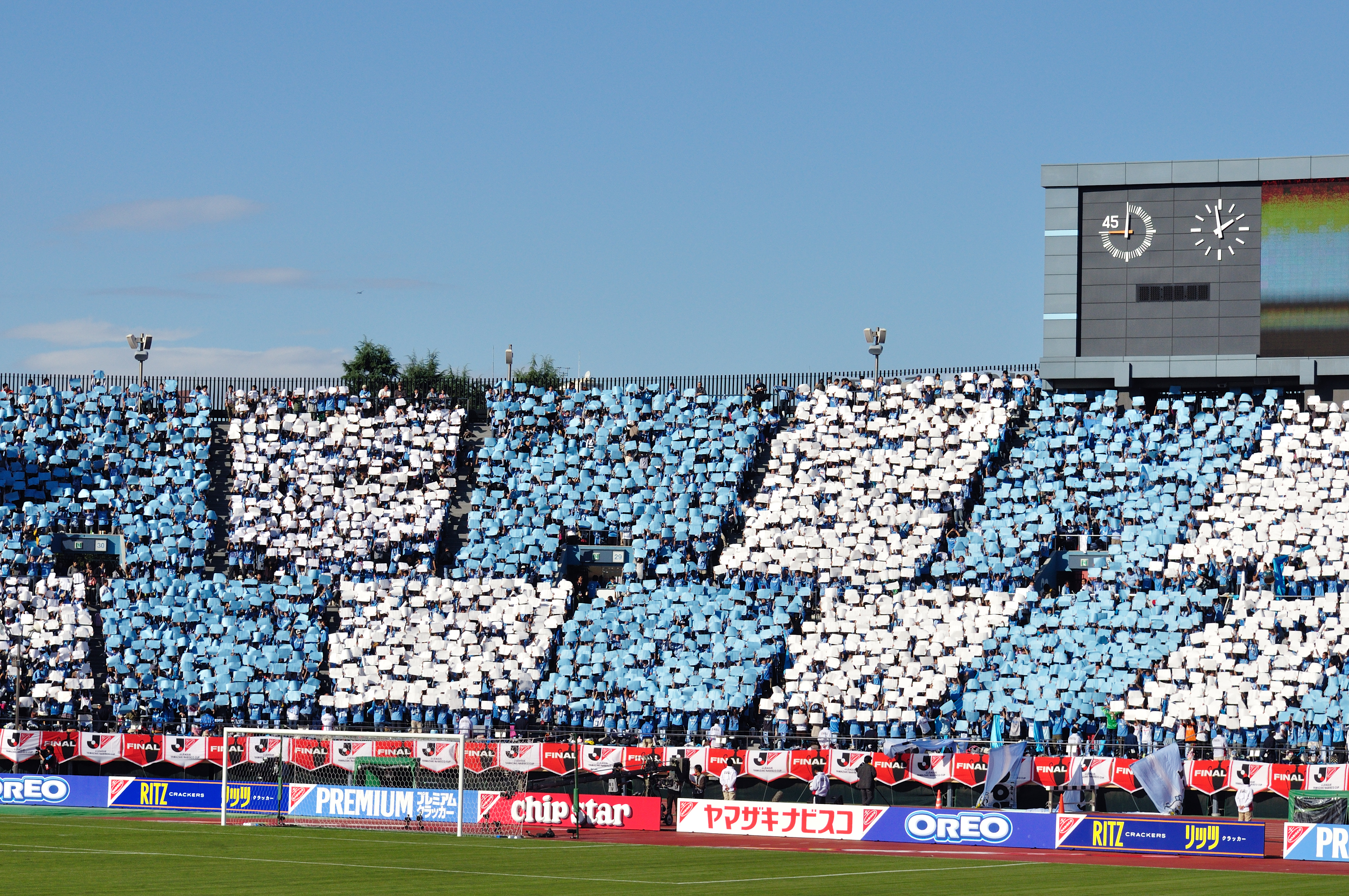
هواداران جوبیلو ایواتا - ۲۰۱۰